# 组播源发现协议
组播源发现协议（Multicast Source Discovery Protocol，简称MSDP）是一个独立组播协议（PIM）家族的多播路由协议，定义于实验性RFC 3618。MSDP互联多个IPv4 PIM稀疏模式（PIM-SM）域，使PIM-SM有集合点（RP）冗余和域间组播RFC 4611。
MSDP使用TCP作为其传输协议。每个组播树有其自己的RP。所有RP都是对等体（直连或通过其他MSDP对等体）。消息包含数据源、数据发送至组地址（S,G）。如果一个RP在其域上收到一个消息，它会测定此域上是否有对组播感兴趣的组成员。如果某人感兴趣，它以(S, G)的方式触发一个向数据源（来源域）的加入。在对等关系中，一个MSDP对等体在639端口上监听新的TCP连接。MSDP是适用于IPv4和IPv6组播的协议。